# Hikmet (Zeitschrift)
Die Wochenzeitschrift Hikmet (osmanisch: حکمت; İA: Ḥikmet; deutsch: „Weisheit“), die von 1910 bis 1911 in Istanbul erschien, war eine der ersten während der Zweiten Konstitutionellen Periode gegründeten sufistischen Zeitschriften. Herausgeber war der türkische Schriftsteller und Denker Şehbenderzade Filibeli Ahmed Hilmi (1865–1914).
Die Zeitschrift trug den Untertitel „Einigkeit ist Leben und Uneinigkeit ist Tod“ („İttihad hayattır, tefrika memattır“). In zwei Jahrgängen erschienen insgesamt 79 Ausgaben, die sowohl politische, ökonomische und gesellschaftliche Themen als auch Artikel zu Philosophie, islamischer Mystik und sufistischer Literatur beinhalteten. Hilmis Kritik am Komitee für Einheit und Fortschritt (İttihat ve Terakki Cemiyeti) führte letztendlich dazu, dass die Herausgabe der Zeitschrift endgültig eingestellt wurde.
Neben der Hikmet gab Hilmi des Weiteren die Zeitschriften Çaylak, İttihat-ı İslam und Coşkun Kalender heraus.